# Real Monasterio de Santa María de Guadalupe

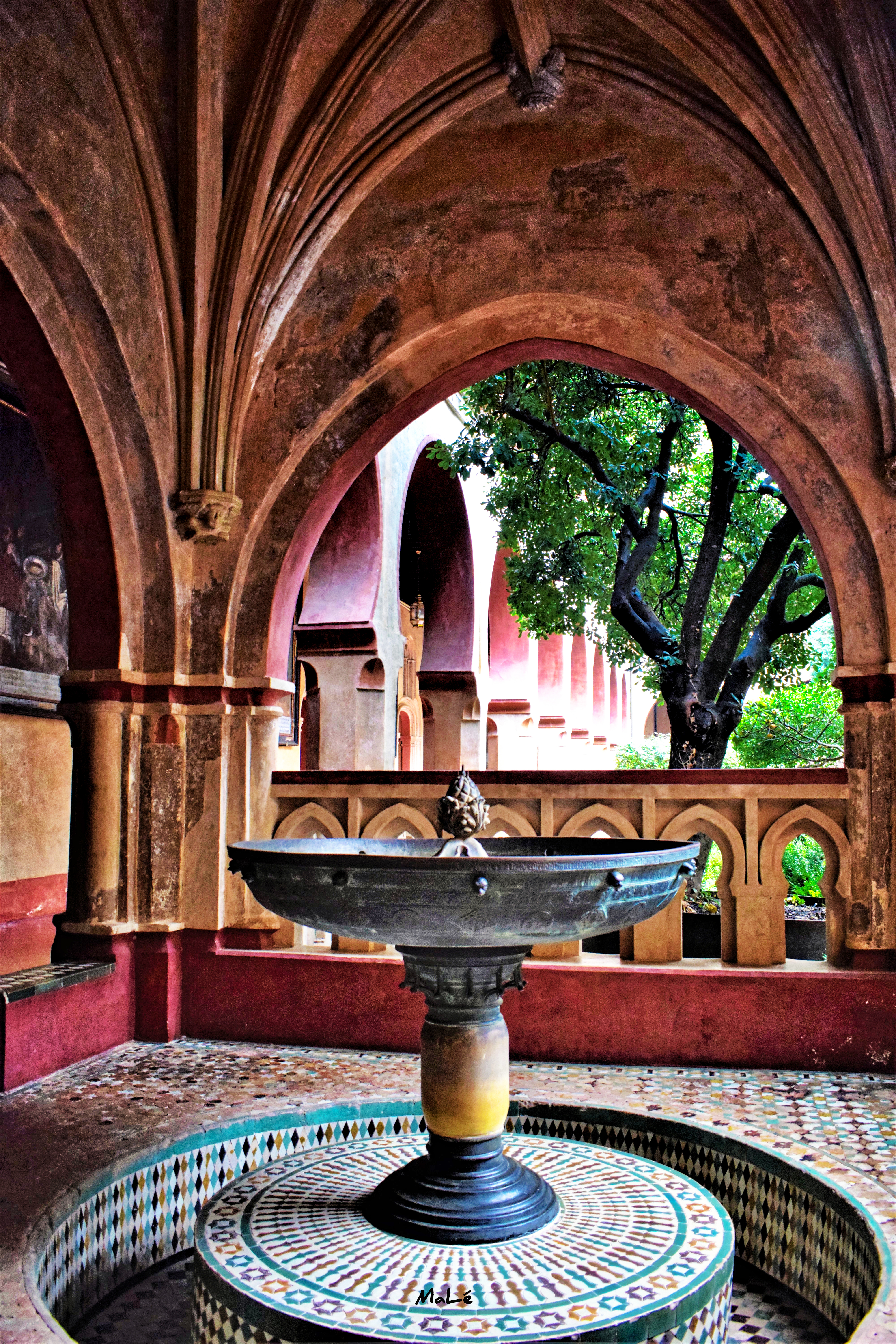
Fuente ornamental en el claustro del Monasterio

El Real Monasterio de Santa María de Guadalupe es un monasterio franciscano situado en la localidad española de Guadalupe, en la provincia de Cáceres. Su templo custodia la imagen de la Virgen de Guadalupe, patrona de Extremadura y Reina de la Hispanidad, y tiene el título de basílica, otorgado por el papa Pío XII en 1955. Comenzada la construcción del monasterio en el siglo xiv, en su interior se aprecian distintos estilos artísticos: gótico, mudéjar, renacentista, barroco y neoclásico. Fue declarado Patrimonio de la Humanidad por la Unesco en 1993.  
Antes de la ampliación monástica, el santuario se mantuvo como priorato secular entre 1341 y 1389, bajo patronato real y señorío civil. En 1389 pasó a ser monasterio, según una real provisión expedida por el rey Juan I (r. 1379-1390), el segundo Trastámara. Sus nuevos moradores fueron una comunidad de 32 monjes jerónimos procedentes del monasterio de San Bartolomé en Lupiana (Guadalajara). En 1835 tuvo lugar la exclaustración, quedando la iglesia para uso de parroquia dependiente de Toledo.  
Cuatro décadas después, durante la Restauración borbónica (1874-1931), se declaró al conjunto Monumento Nacional (1879). El rey Alfonso XIII (r. 1886-1931) consignó una Real Orden para la entrega del monasterio a una comunidad de franciscanos observantes, con lo que comenzó una nueva etapa. En la década de 1950 la comunidad franciscana que habitaba el monasterio contaba con unos cincuenta miembros; en la actualidad está formada por ocho miembros.Su actual guardián es Guillermo Cerrato. 

## Contexto histórico
Después de la batalla de las Navas de Tolosa en 1212, la hegemonía de los almohades llegó a su fin y tuvieron que replegarse al norte de África. En la península quedó como reino fuerte el reino de Granada. Pero en África los almohades se encontraron con otro enemigo, los benimerines, que una vez conquistados Marruecos, Argelia y Túnez, pusieron los ojos en la península declarando la guerra santa a los reinos cristianos y ocupando las ciudades de Ronda, Algeciras y Gibraltar. La oposición les llegó años más tarde, cuando en 1340 se dio la batalla del Salado: Benimerines contra la coalición cristiana castellano-portuguesa al mando de los reyes Alfonso XI de Castilla y Alfonso IV de Portugal. La victoria fue para la coalición cristiana y los benimerines tuvieron que retirarse al norte de África.
La tradición cuenta que Alfonso XI se había encomendado a la imagen de la Virgen de Guadalupe, muy venerada, y que había sido encontrada tiempo atrás en las inmediaciones del río Guadalupe. Entre los siglos xi y xiv se vivió un tiempo de apariciones divinas con imágenes de la Virgen ocultas en lugares frecuentados por pastores. El rey no tuvo ninguna duda sobre la intercesión de la Virgen en la victoria de la batalla del Salado y en agradecimiento mandó construir una iglesia en el lugar donde ya había una modesta ermita. Así se convirtió en el protector del primer santuario dedicado a esta virgen. A partir de ese momento se fue formando alrededor del santuario una puebla reconocida por Alfonso XI como lugar de realengo.

## Historia y evolución

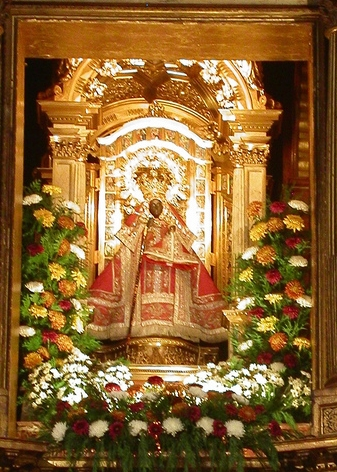
Virgen de Guadalupe.

Los orígenes de la iglesia del monasterio  como santuario dedicado a la Virgen de Guadalupe tienen una estrecha relación con el reinado de Alfonso XI. 
Hubo un monje llamado Diego de Écija que escribió una crónica del monasterio entre los años 1467-1534 con el título de Libro de la invención de esta Santa Imagen de Guadalupe y de la erección y fundación de este monasterio; y de algunas cosas particulares y vida de   algunos religiosos de él. Según fray Diego, el origen fue una capilla o eremitorio que se levantó a raíz de la aparición de la imagen a un pastor de nombre desconocido, en los albores del siglo xiv. 
Siglos después, en 1743, el monje llamado Francisco de San José puso nombre al pastor de la leyenda identificándolo con Gil Cordero de Santa María, uno de los primeros pobladores del lugar. Siguiendo la narración del cronista, sobre el sitio del humilde eremitorio se levantó una iglesia pequeña en los primeros años del siglo xiv; fue el edificio que conoció el rey Alfonso XI en 1330 y que por entonces ya estaba ruinoso. El rey mandó agrandarlo y ampliarlo para que se trasformara en un templo digno de la devoción de la Virgen de Guadalupe, con el añadido de hospitales para los numerosos peregrinos que allí acudían (vid. Caminos de Guadalupe). En seis años se hicieron las ampliaciones y arreglos oportunos bajo la supervisión de Toribio Fernández que era el procurador del cardenal de Curia y Corte Pedro Gómez Barroso. Este cardenal fue el principal custodio del santuario. Por su intervención, Alfonso XI mandó que se establecieran los límites, en una carta escrita en Illescas en 1337. El siguiente paso fue el amojonamiento de la puebla y el santuario, tras lo cual quedó Guadalupe independiente y emancipada de Talavera de la Reina. Para la reconstrucción del santuario se aplicó el estilo mudéjar toledano.

### Priorato secular (1341-1389)
A raíz de la victoria obtenida contra los benimerines en la batalla del Salado (1340), el rey castellano Alfonso XI visitó de nuevo el lugar para ofrecer su agradecimiento a la Virgen de Guadalupe. Esta segunda visita tuvo una importante repercusión en el devenir del santuario. El rey hizo donación de varios trofeos obtenidos en la batalla y además dictó un real privilegio en 25 de diciembre de 1340 en el que se exponían dos peticiones a la autoridad eclesiástica: la creación de un priorato secular y la declaración de patronato real. La respuesta no se hizo esperar y el 6 de enero de 1341 el arzobispo de Toledo redactó un documento por el que se instituía el priorato secular de Santa María de Guadalupe y se reconocía el patronazgo en la figura del rey y de sus sucesores. A continuación el rey propuso como primer prior al ya mencionado cardenal Pedro Gómez Barroso, principal custodio del santuario. 

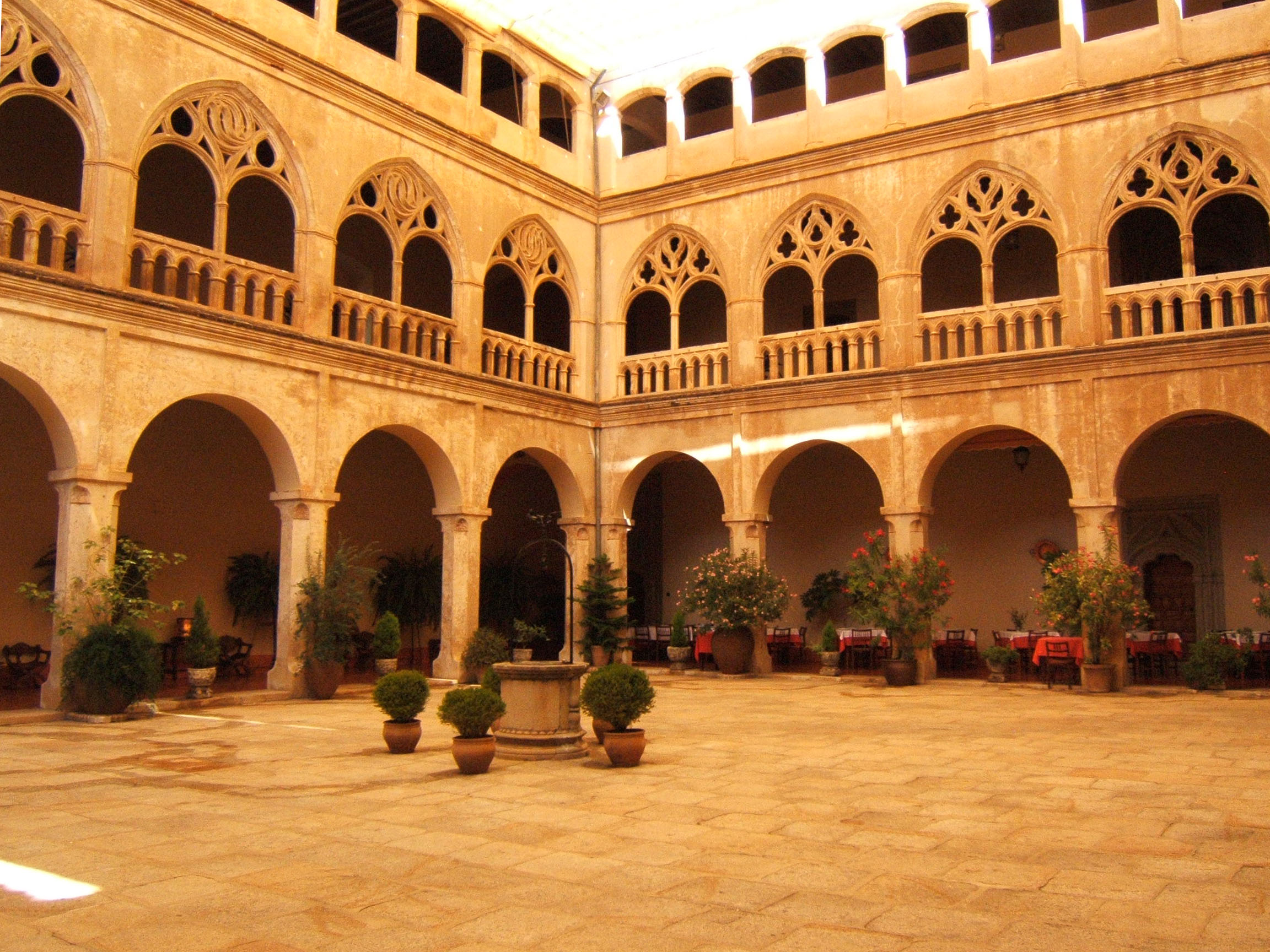
Claustro gótico del Real Monasterio de Santa María de Guadalupe.

Pedro Gómez Barroso murió en Aviñón en 1345 y el rey presentó a su sucesor Toribio Fernández de Mena (1345-1367). Con este motivo hubo una confirmación de las concesiones de priorato y patronazgo expedida en el mes de agosto, firmada en el monasterio del Paular. En octubre el arzobispo toledano ratificó la confirmación. En ese mismo año hubo otro acuerdo: Alfonso XI cambió sobre la puebla la condición de realengo por la de señorío civil, de manera que pasó a ser propiedad de la autoridad eclesiástica, es decir del prior secular.
El prior Toribio murió en 1367 y fue enterrado en la iglesia de Guadalupe. Lo sucedió Diego Fernández, cuyo mandato coincidió con los reinados de Enrique II y Juan I. A Diego Fernández lo sucedió Juan Serrano en 1383, que fue el último de los priores seculares. A los seis años de su priorato, en 1389, hizo entrega del santuario a la Orden de San Jerónimo y marchó a ocupar su nuevo puesto como obispo de Segovia. 
Durante estos 48 años de priorato secular, el santuario creció en importancia, especialmente por la devoción a la Virgen de Guadalupe muy extendida por todo el reino. A ella acudían peregrinos de distintas procedencias. Para facilitar el acceso a los viajeros que llegaban desde el norte, el arzobispo de Toledo Pedro Tenorio mandó construir en 1383 un puente sobre el río Tajo, en cuyo entorno se fue formando la villa de El Puente del Arzobispo.

### De santuario a monasterio
Juan I había heredado el patronazgo sobre el santuario tal y como estaba establecido desde los tiempos de Alfonso XI. Estando todavía en posesión de sus derechos como patrono, dictó el 15 de agosto de 1389 en Sotosalbos una real provisión por la que ordenaba que el santuario se ampliase y se elevase en monasterio regido por monjes regulares en sustitución de los canónigos seculares. De acuerdo con esta disposición real, Juan Serrano —último prior de Guadalupe — entregó el santuario a fray Fernando  Yáñez de Figueroa que por entonces era prior del convento jerónimo de San Bartolomé de Lupiana situado a 20 km de Guadalajara. De esta forma pasó la iglesia de Guadalupe a formar parte de un extenso complejo monástico. A continuación el rey renunció a su derecho de patronazgo entregándolo a fray Fernando y a sus sucesores. Todo esto se hizo con los trámites respectivos y requeridos para el cambio:
- El rey entregó también todas las propiedades vinculadas al santuario y que él mismo había recibido de sus antecesores.
- Entregó y detalló los términos y el señorío de «mero y mixto imperio» que gobernaba sobre la Puebla reciente de Guadalupe.
- Por su parte el arzobispo de Toledo Pedro Tenorio, que tenía jurisdicción sobre el territorio donde se hallaba el santuario, otorgó su consentimiento por medio de una carta escrita en Alcalá de Henares. Según el documento, otorgaba al prior Juan Serrano poder para que a su vez entregara el santuario a la orden jerónima.
- A continuación el rey convocó al concejo de la Puebla para comunicar los hechos.
- Llegados los monjes jerónimos desde Lupiana tomaron posesión del monasterio en octubre de 1389. Al día siguiente celebraron el primer capítulo donde fue elegido como prior fray Fernando Yáñez que se hizo cargo del priorato y de la jurisdicción eclesiástica más el señorío sobre la Puebla de Guadalupe.
- En ese mismo mes de octubre se dio notificación a la Puebla y sus autoridades de todos estos cambios.

Finalizó la toma de posesión el 30 de octubre aceptando públicamente el inventario de los bienes. Cinco años más tarde, en 1394, Benedicto XIII entregó la bula «his quae pro utilitate» confirmando la transformación del santuario de Guadalupe en monasterio.
La Puebla de Guadalupe no admitió de buen grado el sometimiento civil al prior del monasterio. Hubo protestas y pleitos sobre todo a lo largo de los tres primeros siglos del mandato; pero el pueblo no consiguió nunca un concejo propio e independiente. Los monjes jerónimos fueron durante 463 años los gobernantes absolutos. A lo largo de los siglos el conjunto monástico fue creciendo y haciéndose grandioso, con una extensión de alrededor de 22 000 m² cuadrados. Muchas y muy importantes fueron las obras y mejoras hechas por los jerónimos durante este tiempo. Creció también en espiritualidad y devoción a la Virgen de Guadalupe, devoción que se extendió por toda la península e islas Canarias y que fue extensible a Hispanoamérica a partir del Descubrimiento.

### Colón y los Reyes Católicos

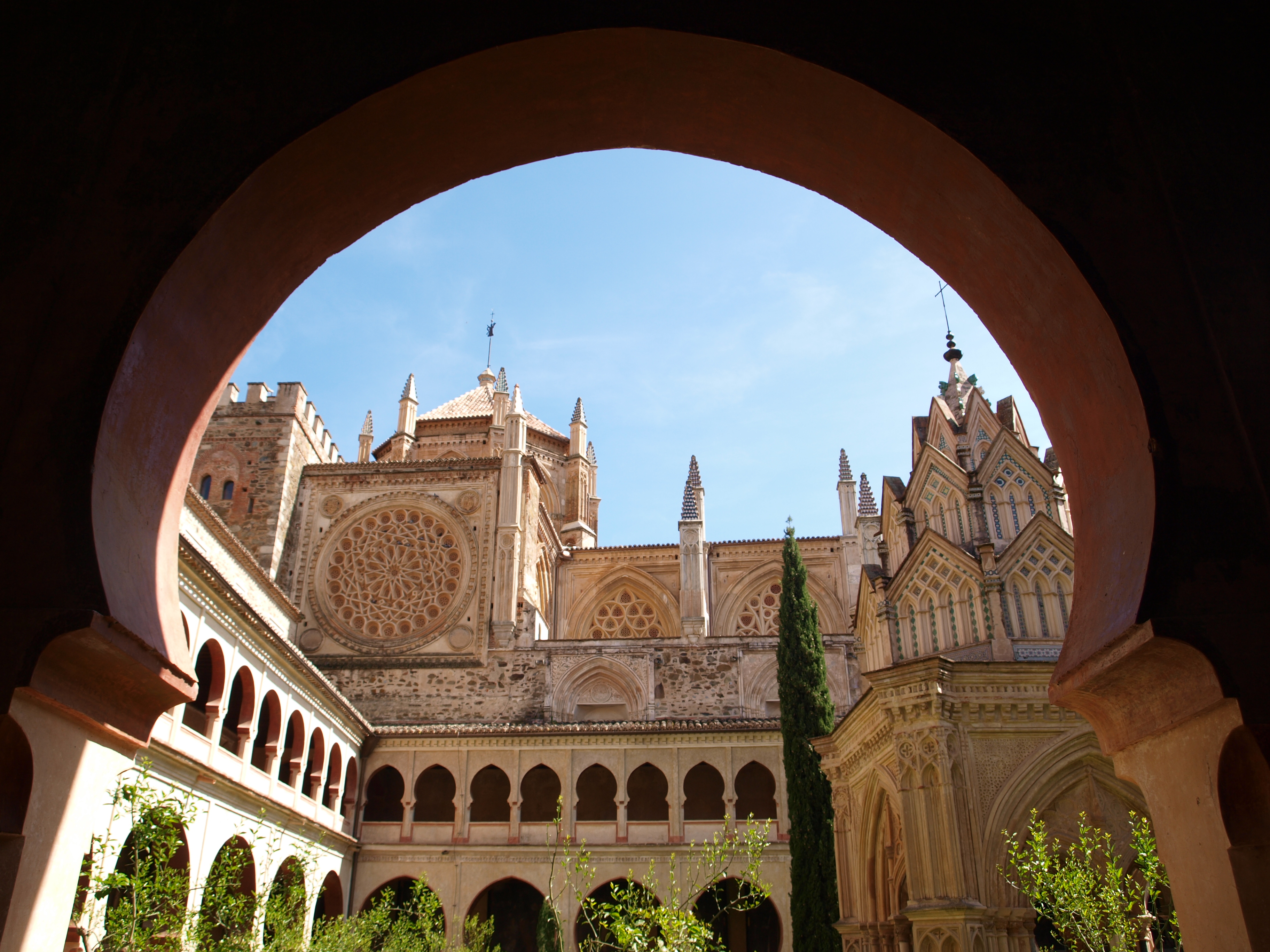
El claustro de estilo mudéjar.

Es histórica y conocida la relación que tuvo este monasterio con los Reyes Católicos y Cristóbal Colón. Los reyes recibieron aquí a Colón en 1486 y 1489; en 1492 tras la conquista de Granada vinieron a este lugar en busca de paz y descanso. En el mes de junio los monarcas firmaron dos sobrecartas que enviaron a Juan de Peñalosa, una era para Moguer y otros lugares; otra para Palos. El texto requería el cumplimiento de las reales provisiones de 30 de abril de 1492:

Real Provisión de los Reyes Católicos
DIRIGIDA A CIERTOS VECINOS DE PALOS PARA QUE ENTREGUEN A CRISTÓBAL COLÓN DOS CARABELAS
Granada, 30 de Abril de 1492.
Vien sabedes como por algunas cosas fechas e cometidas por vosotros en desserbicio nuestro, por los del nuestro Consejo fuistes condenados a que fuésedes obligados a nos serbir dos meses con dos carabelas armadas a vuestras propias costas e espensas cada e quando e doquier que por nos vos fuese mandado so ciertas penas, segund que todo más largamente en la dicha sentencia que contra vosotros fue dada se contiene. E agora, por quanto nos avemos mandado a Christoval Colón que vaya con tres carabelas de armada, como nuestro capitán de las dichas tres carabelas, para ciertas partes de la mar océana sobre algunas cosas que cunplen a nuestro servicio e nos queremos que llebe consigo las dichas dos carabelas con que asy nos aveis de servir...
Archivo General de Indias. Signatura: PATRONATO, 295, N.3.

En 1493 volvió Colón a Guadalupe en cumplimiento de la promesa escrita en su diario de a bordo para dar las gracias por haber sobrevivido al viaje de vuelta desde las Indias. El 29 de julio de 1496 tuvo lugar el bautizo de los indígenas americanos trasladados al Viejo Continente en concepto de criados.Por estos años, el humanista alemán Hieronymus Münzer visitó el monasterio e, impresionado, dejó de él una descripción detallada.

### Desamortización y parroquia

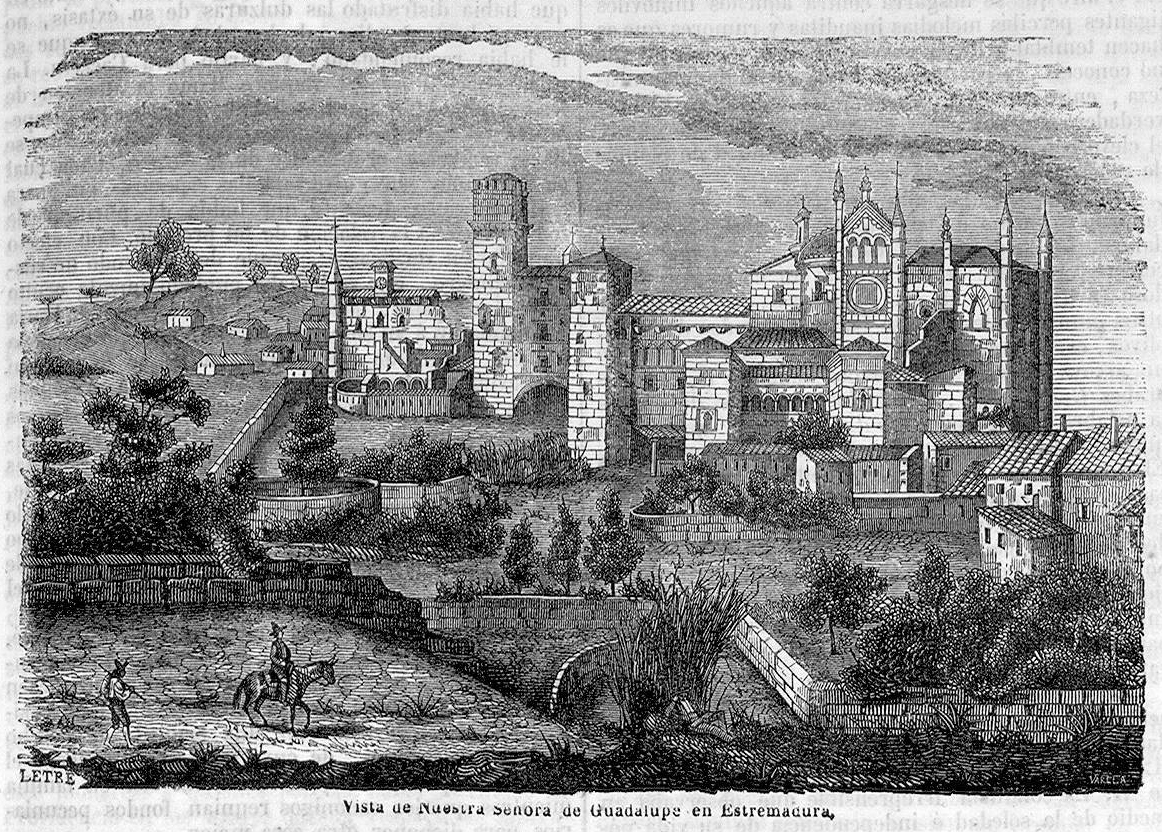
Vista del monasterio en el Semanario Pintoresco Español (1847)

El 18 de septiembre de 1835, siendo prior fray Cenón de Garbayuela, el monasterio dejó de pertenecer a la orden jerónima para convertir su iglesia en parroquia secular dependiente de la archidiócesis de Toledo. Su primer párroco fue el ex prior fray Cenón que se mantuvo desde 1835-1856. Los años que siguieron a la exclaustración hasta 1908 las dependencias monacales sufrieron abandono, pillaje y ruina. 

### Resurgimiento franciscano
En estos años se alzaron voces de denuncia y campañas para la restauración lideradas por escritores, intelectuales y ciudadanos de la Puebla. Los sucesos más importantes para el resurgimiento fueron la peregrinación regional del 12 de octubre de 1906 y la declaración del Patronato de Nuestra Señora de Guadalupe a favor de Extremadura, otorgada por el papa Pío X el 20 de marzo de 1907. Como consecuencia de estos actos se encomendó la custodia y dirección del santuario-parroquia a la orden franciscana. En noviembre de 1908 se recibió la Real Orden de Alfonso XIII escrita el 20 de mayo de ese año más un rescripto del Papa ejecutado por el ministro general el 8 de agosto junto con el cardenal arzobispo de Toledo con fecha de 3 de noviembre. Así comenzó una nueva etapa, con los frailes franciscanos al frente.
Los franciscanos iniciaron la reconstrucción y habilitación arquitectónica, artística y espiritual recuperando parte de lo desamortizado, consiguiendo un complejo monástico de grandes dimensiones. En la década de 1950 la comunidad franciscana que habitaba el monasterio contaba con unos cincuenta miembros. El papa Pío XII otorgó al templo el título de basílica menor en 1955 y Juan Pablo II lo visitó el 4 de noviembre de 1982. A partir de la constitución de Extremadura como comunidad autónoma el monasterio recibió más ayudas, reformas, actividades culturales y honores. El 24 de julio de 1992, con motivo de las celebraciones del V Centenario del Descubrimiento de América, recibió la Medalla de Extremadura en la persona de fray Serafín Chamorro, guardián franciscano del monasterio. Otro honor que recibió el conjunto monástico y su entorno fue el pertenecer al Patrimonio de la Humanidad. En la actualidad, la comunidad franciscana del monasterio consta de ocho miembros.

## Arte

### El templo

#### Fachada

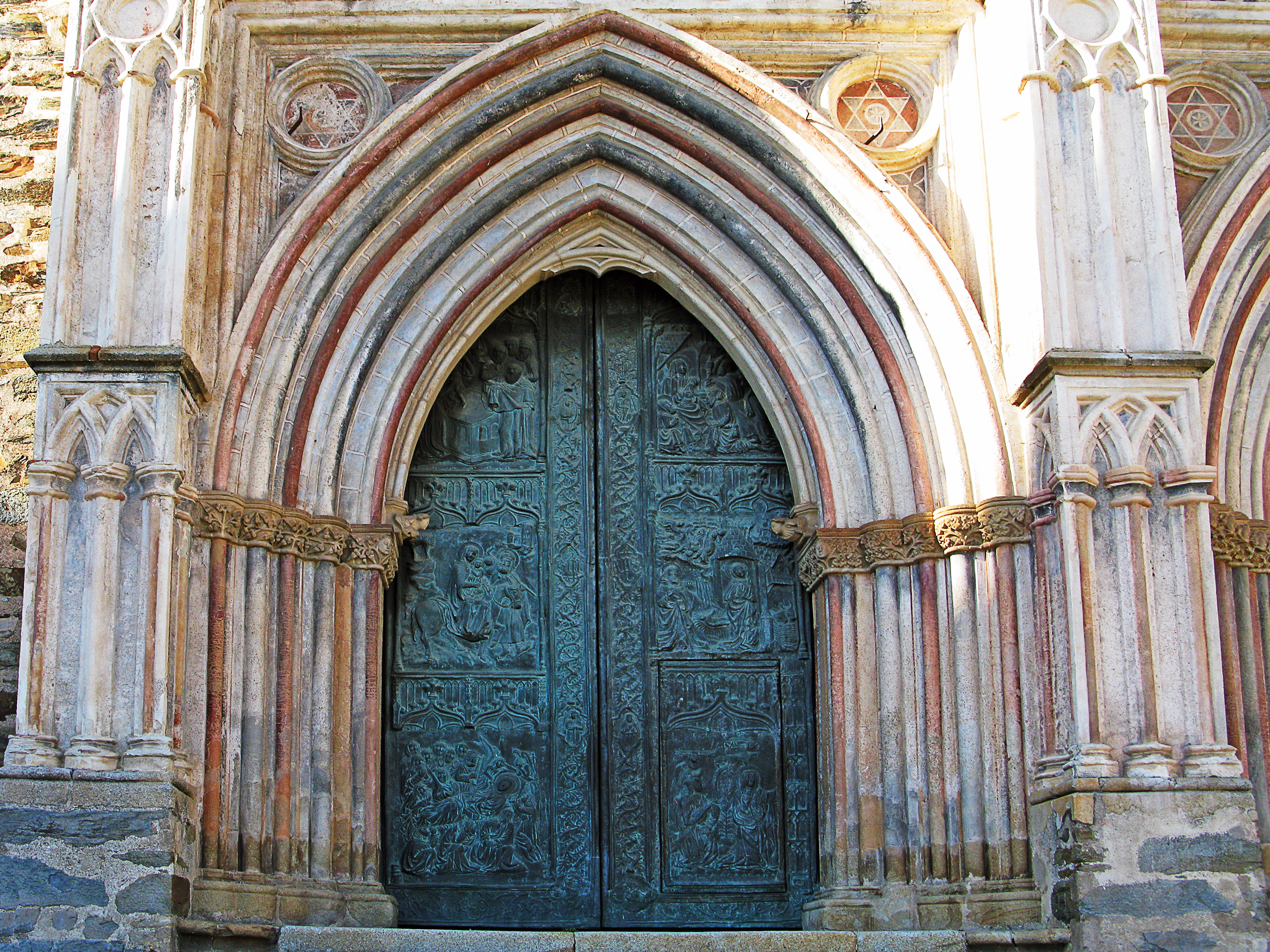
Puerta izquierda.

La fachada es la imagen más conocida del monasterio. Da a la plaza Mayor y es de estilo gótico avanzado con elementos mudéjares. Está flanqueada por dos sólidas torres medievales y dominada por el rosetón del lado sur del crucero. Se muestra sobre una gran escalinata que conduce a las dos puertas ojivales de bronce que dan acceso al templo. Estas puertas, que reproducen motivos de la vida de Jesús y de la Virgen, son obra de Paolo de Colonia y datan de finales del siglo XIV, lo que las convierte en unas de las puertas de bronce más antiguas de las conservadas en España.

#### Capilla de Santa Ana

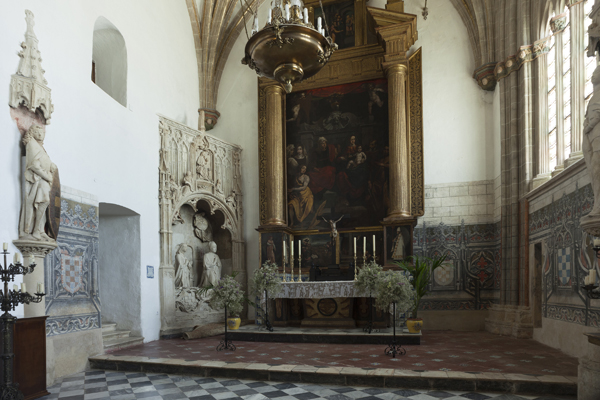
Capilla de santa Ana: a la izquierda se ve el sepulcro obra de Egas Cueman; en frente, el lienzo de santa Ana pintado por Pablo de Céspedes

Las puertas del templo comunican con la nave de la derecha o de la Epístola. Este espacio de acceso fue el primitivo pórtico de la iglesia, levantado en el xv, que se ha convertido en la capilla de santa Ana. La preside un retablo renacentista (siglo xvi) con una pintura al óleo de Santa Ana, obra de Pablo de Céspedes, fechada en 1587. 
Alberga además los sepulcros en alabastro de Alonso de Velasco y su esposa Isabel de Cuadros, esculpidos en 1467 por el flamenco por Egas Cueman. Se representan arrodillados mirando al altar, están protegidos por un arco lobulado y presididos desde una hornacina por un relieve de la Virgen con el Niño.
Enfrente se encuentra una pila bautismal de bronce fechada en 1402, obra del escultor Juan Francés.

#### Capilla de Santa Catalina
La Real Capilla de Santa Catalina se construyó a mediados del siglo XV. Es de planta cuadrada y está cubierta con bóveda de crucería en la que se ubican dos retablos barrocos del siglo XVII dedicados a santa Catalina y santa Paula. En la capilla se encuentran además otras esculturas y una colección de siete lienzos barrocos de la escuela sevillana atribuidos al fraile jerónimo Juan de Santa María, pintor del siglo XVII.

#### Interior

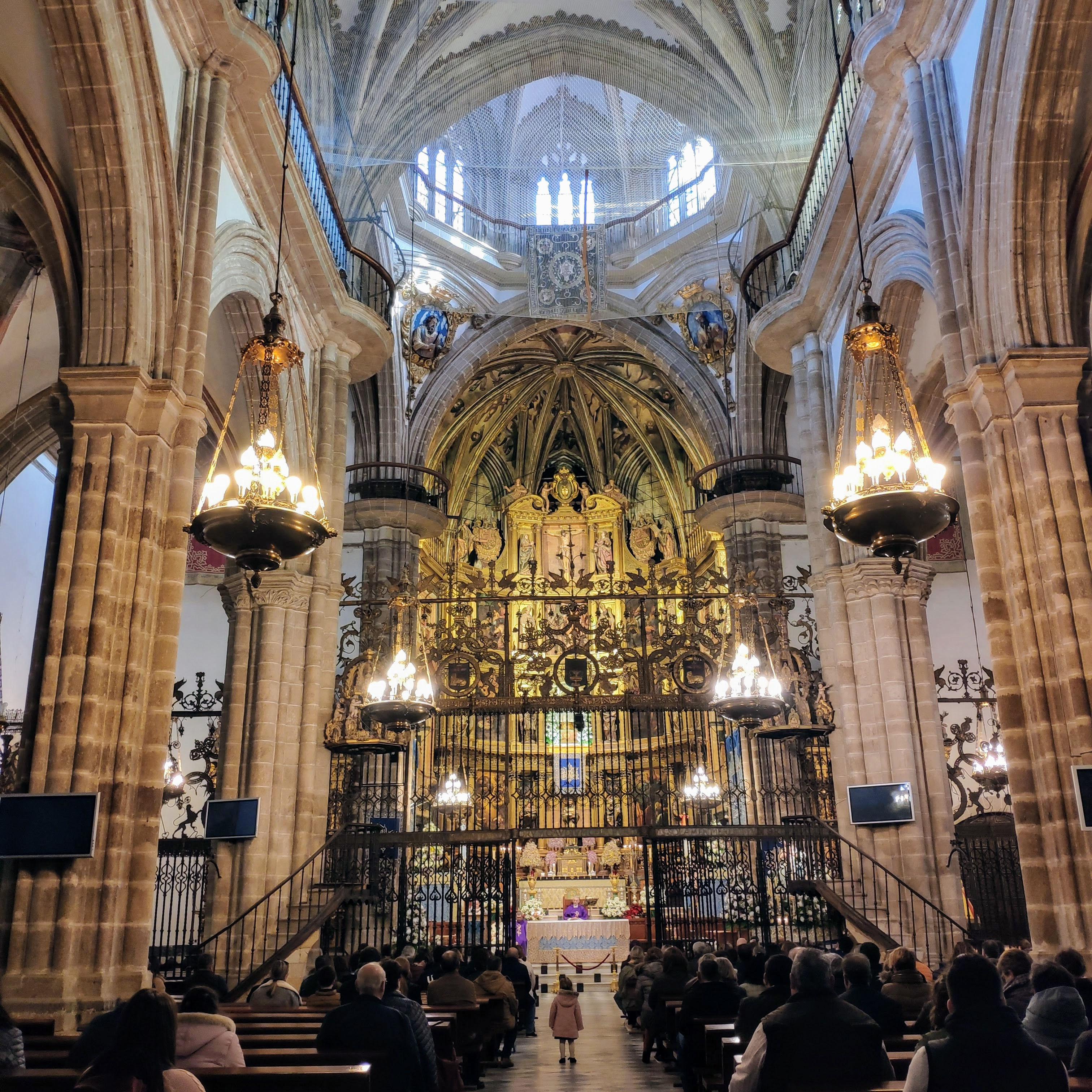
Nave central, reja, cimborrio y altar mayor

El templo es gótico, edificado en el siglo xiv y reformado en los siglos xv y xviii. Tiene planta rectangular, con tres naves de cuatro tramos que están cubiertas con bóvedas de crucería, más complejas en la nave central que en las laterales. La central es más elevada, está recorrida por una galería abierta al templo y en la parte más alta se encuentran arquerías góticas (claristorio) que iluminan el interior.
El transepto tiene la longitud de las tres naves. En el crucero se eleva un cimborrio de planta octogonal. 

##### Retablo mayor
Se levanta sobre una escalinata pronunciada. El proyecto inicial es de Juan Gómez de Mora, aunque la ejecución corresponde en su mayor parte a Giraldo de Merlo. Construido a comienzos el siglo xvii, mantiene rasgos del renacimiento romanista con otros propios del barroco.
El banco (predela) recorre la parte inferior y muestra diecisiete relieves. Tiene tres calles, la central más ancha, y dos entrecalles definidas por pares de columnas clásicas. Se levanta en tres pisos (cuerpos) que remata un crucifijo, cubierto con un frontón curvo partido de diseño barroco en medio del cual hay un jarrón con azucenas, que simbolizan la pureza de María y son el emblema del monasterio. Lo flanquean esculturas ornamentales y los escudos de los Austrias, la dinastía reinante en España en aquel tiempo.
Las esculturas, obra de Giraldo de Merlo, se reparten en la calle central y en las entrecalles. El retablo está presidido en el tercer piso de la calle central por san Jerónimo, como referencia a la orden de los jerónimos, los frailes del monasterio. El retablo alberga una pieza singular; se trata del llamado “Escritorio de Felipe II”. En realidad, es un bargueño renacentista, de cedro y acero, adornado con damasquinados de plata y oro; en la parte inferior muestra cinco planchas rectangulares doradas con un par de figuras femeninas de estilo renacentista. Lo flanquean dos pares de columnas jónicas y se cierra con un frontón partido. (García (1993), p. 50). Fue elaborado en Roma en 1561, y Felipe II lo donó al monasterio para que se utilizara como sagrario.
Las pinturas (siglo xvii) ocupan las calles laterales del retablo. Las tres de la izquierda son de Vicente Carducho y representan la Anunciación, el Nacimiento y la Adoración de los Magos. Las de la derecha pertenecen a Eugenio Cagés y representan la Asunción, Resurrección y Pentecostés.
Aquí se encuentran los sepulcros de Enrique IV de Castilla y de su madre María de Aragón, representados en actitud orante, y los de don Dionís de Portugal y su esposa, frustrados candidatos al trono del país vecino. Todos ellos son obra de Giraldo de Merlo, el escultor del retablo mayor.
Los retablos laterales están dedicados a san Pedro, obra de Manuel de Larra, y san Pablo, de José Benito de Churriguera.

##### Reja
Es una obra monumental de forja, de hierro con detalles dorados, de estilo gótico-renacentista, que se extiende a lo largo de las tres naves. La central es más alta y está más ornamentada que las laterales. La reja se divide en cinco calles, de las cuales la central es más ancha y se abre a la nave con dos puertas. Tiene dos pisos y está rematada por una crestería con elementos heráldicos.  Es obra de los frailes dominicos Francisco de Salamanca y Juan de Ávila, que trabajaron en ella desde 1510 a 1514. Fue restaurada en 1997.

##### Coro

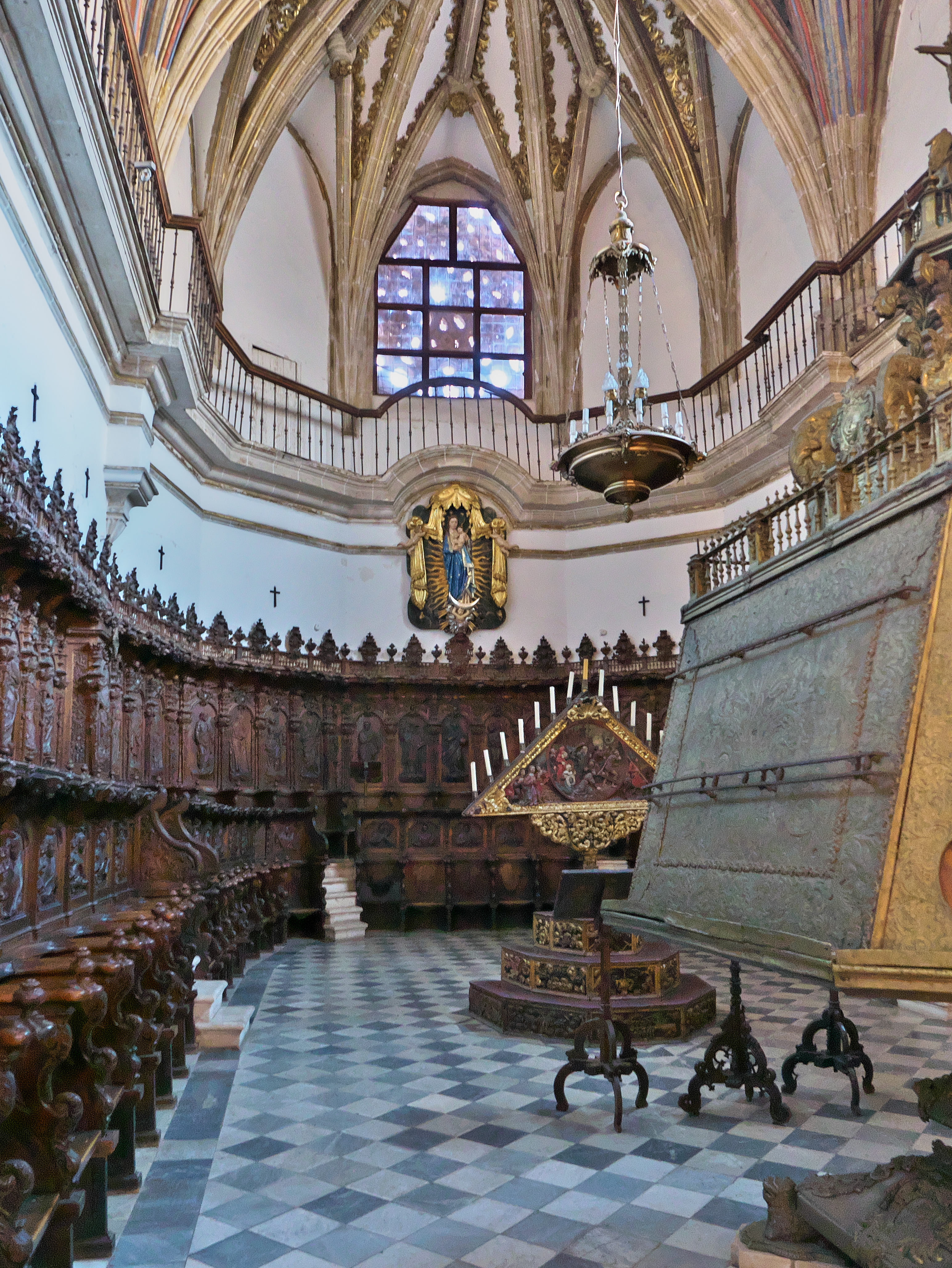
Coro, se aprecia la sillería. En primer plano aparece un facistol y detrás un tenebrario

Se encuentra a los pies del templo. La construcción pertenece al siglo xiv y fue reformado en el XVIII. Se levanta sobre bóveda gótica rebajada, cubre dos tramos de la nave central y se prolonga a los pies del templo, hacia el oeste. 
Las bóvedas posteriores del coro alto están decoradas con pinturas al fresco de ángeles músicos realizadas por Juan de Flandes (siglo xv).
La sillería es barroca (siglo xvii), de nogal, y en buena parte es obra de Alejandro Carnicero. Consta de dos niveles de asientos, 45 en el piso inferior y 49 en el superior; los respaldos del inferior se adornan con relieves de santas enmarcados en cuadrados, mientras que los del superior están enmarcados en rectángulos de mayores proporciones y tienen relieves con de figuras santos de cuerpo entero. Sobre la silla presidencial se encuentra la talla de la Virgen del Coro; pertenece al gótico-flamenco (siglo xv), es de madera policromada, lleva la luna a sus pies y sostiene al Niño, que está desnudo.
Tiene tres órganos: el principal, construido en 1924, a raíz de la llegada de los franciscanos al monasterio, por el organero alemán afincado en España Albert Mercklin, quien alojó los instrumentos en las cajas de dos órganos fabricados en el siglo xviii, hasta entonces inutilizados.  A finales del siglo XX este órgano fue mejorado por la casa alemana Walker, que aumentó los registros y lo electrificó. Se conservan también un órgano realejo renacentista de cuatro teclados al que se incorporaron modificaciones en el siglo xviii y que fue restaurado en 1986; y, finalmente, un órgano del siglo xviii restaurado en 1987.

#### Sacristía
El conjunto arquitectónico está formado por la antesacristía, la sacristía y la capilla: Se construyó entre 1636 y 1645 de acuerdo con el proyecto de fray Alonso de Ávila, carmelita descalzo. Se trata de una estancia solemne, espaciosa, armoniosa y decorada en muros, bóvedas y cúpula con en un estilo rotundamente barroco. Es una de las sacristías barrocas más deslumbrante de España.
La antesacristía es una dependencia gótica cubierta con bóvedas de arista. Luce tres cuadros de grandes dimensiones de Juan Carreño de Miranda: Carlos II el Hechizado, su esposa María Luisa de Orleáns y el cardenal Saba Milini que donó estas pinturas al monasterio en 1683. Hay además un cuadro del martirio de San Lorenzo de Luis Tristán. 
A continuación se accede a la sacristía. Se trata de una gran estancia rectangular con bóveda de cañón dividida en cinco tramos que descansan en pilastras toscanas. La bóveda muestra pinturas murales con escenas de la vida de san Jerónimo.

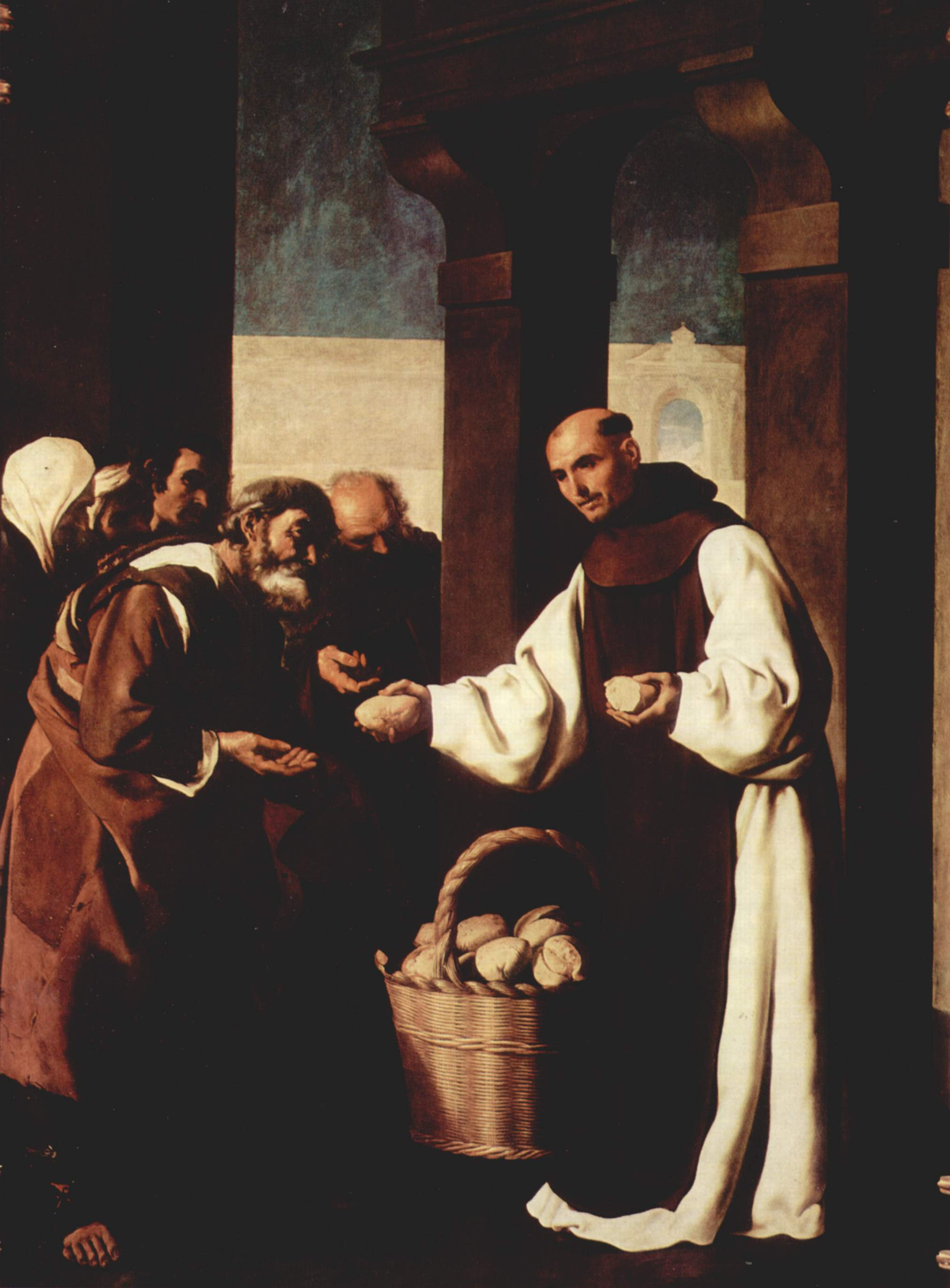
Sacristía. Fray Martín de Vizcaya repartiendo pan a los pobres, por Zurbarán

Los muros se cubren con ocho extraordinarias pinturas por su calidad y tamaño, cinco a la izquierda y tres a la derecha. Están pintadas al óleo por Francisco de Zurbarán. Tienen una función didáctica, orientada especialmente a los novicios para animarlos a practicar las virtudes que adornan la vida monástica de los jerónimos y que están personificadas en aquellos monjes que destacaron por su obediencia, caridad, recogimiento, castidad, compostura, etcétera.
La sacristía está presidida por la capilla de san Jerónimo, el fundador de la orden que regentó el monasterio desde 1389 hasta su desamortización en 1835. En el retablo destaca la imagen del santo realizada en barro cocido por Pietro Torrigiano a comienzos del XVI.
Alberga además tres espléndidos lienzos de Zurbarán relacionados con el titular del retablo. En la parte superior se muestra la Apoteosis de San Jerónimo; en el muro de la derecha, las Tentaciones de este santo; y en el de la izquierda, los Azotes de este mismo.
De la cúpula de la capilla cuelga el fanal que don Juan de Austria capturó a los turcos en la batalla de Lepanto (1571) y que Felipe II donó al monasterio seis años después.

#### Capilla de las reliquias
Es una construcción de planta ochavada (de ocho lados) cubierta con cúpula, de finales del siglo xvi, levantada según planos de Nicolás de Vergara. 
Entre los relicarios destaca la Arqueta de los Esmaltes, de estilo gótico (siglo xv). Fue elaborada por fray Juan de Segovia, monje del monasterio. En el frente muestra doce escenas de la vida de Jesús, seis son esmaltes y las restantes son de plata repujada.
En la capilla también se muestran las joyas y vestidos del rico y abundante ajuar de la Virgen.

#### Camarín de la Virgen
Es una construcción barroca, de planta octogonal, que se cubre con tambor, cúpula y lucernario. Fue construida en 1696 según los planos de Francisco Rodríguez, con el objeto de albergar la imagen de la Virgen de Guadalupe. Las esculturas que rodean el trono de la Virgen se atribuyen a Pedro Duque Cornejo. En las paredes cuelgan nueve cuadros de gran formato con escenas de la vida de María, pintados a finales del siglo xvii por Luca Giordano, artista napolitano, por encargo de Carlos II el Hechizado. Las pinturas murales se ejecutaron entre 1736 y 1741 por el pintor sevillano Pedro José de Uceda.

### Claustro mudéjar

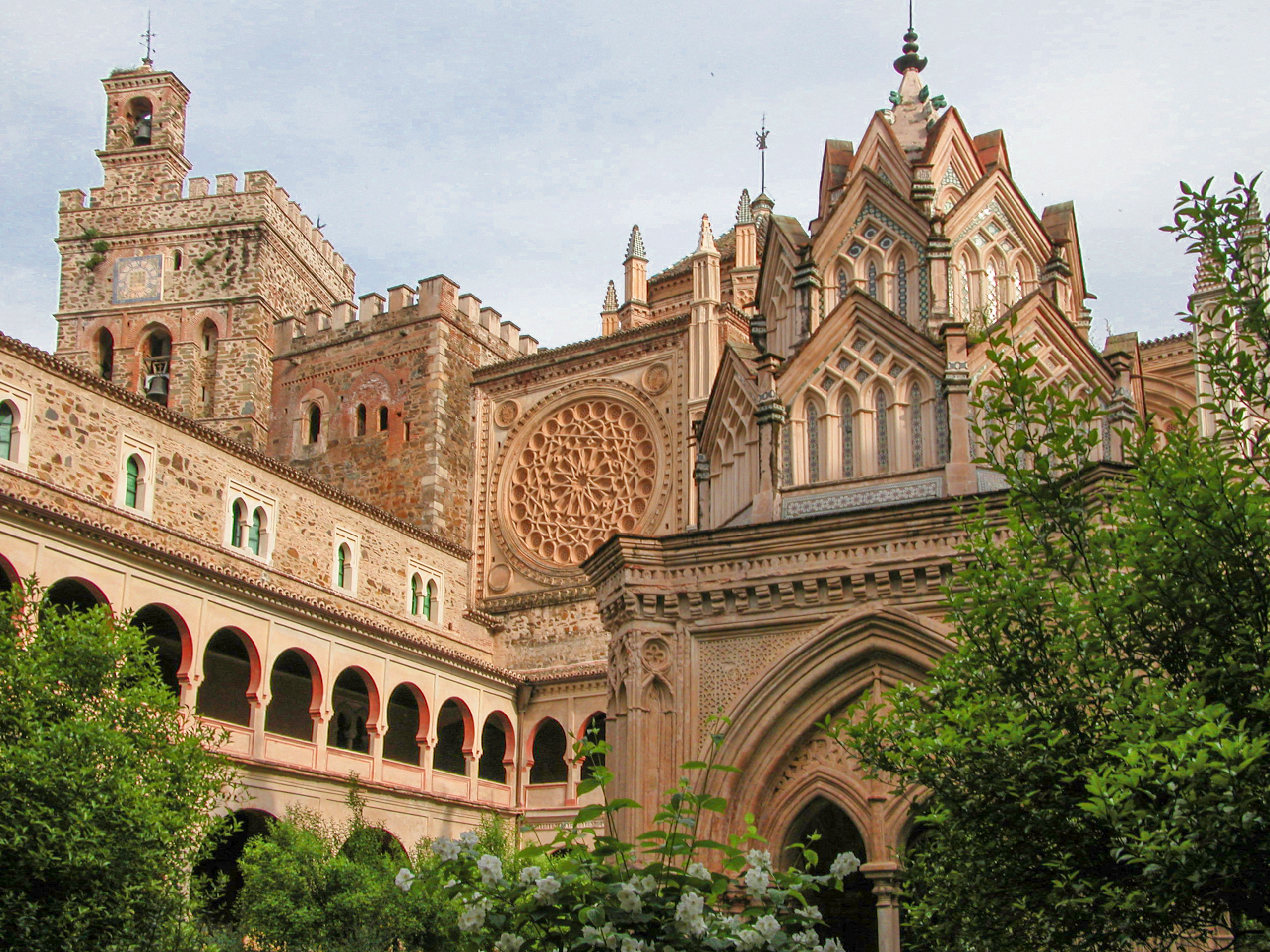
Claustro mudéjar (-)

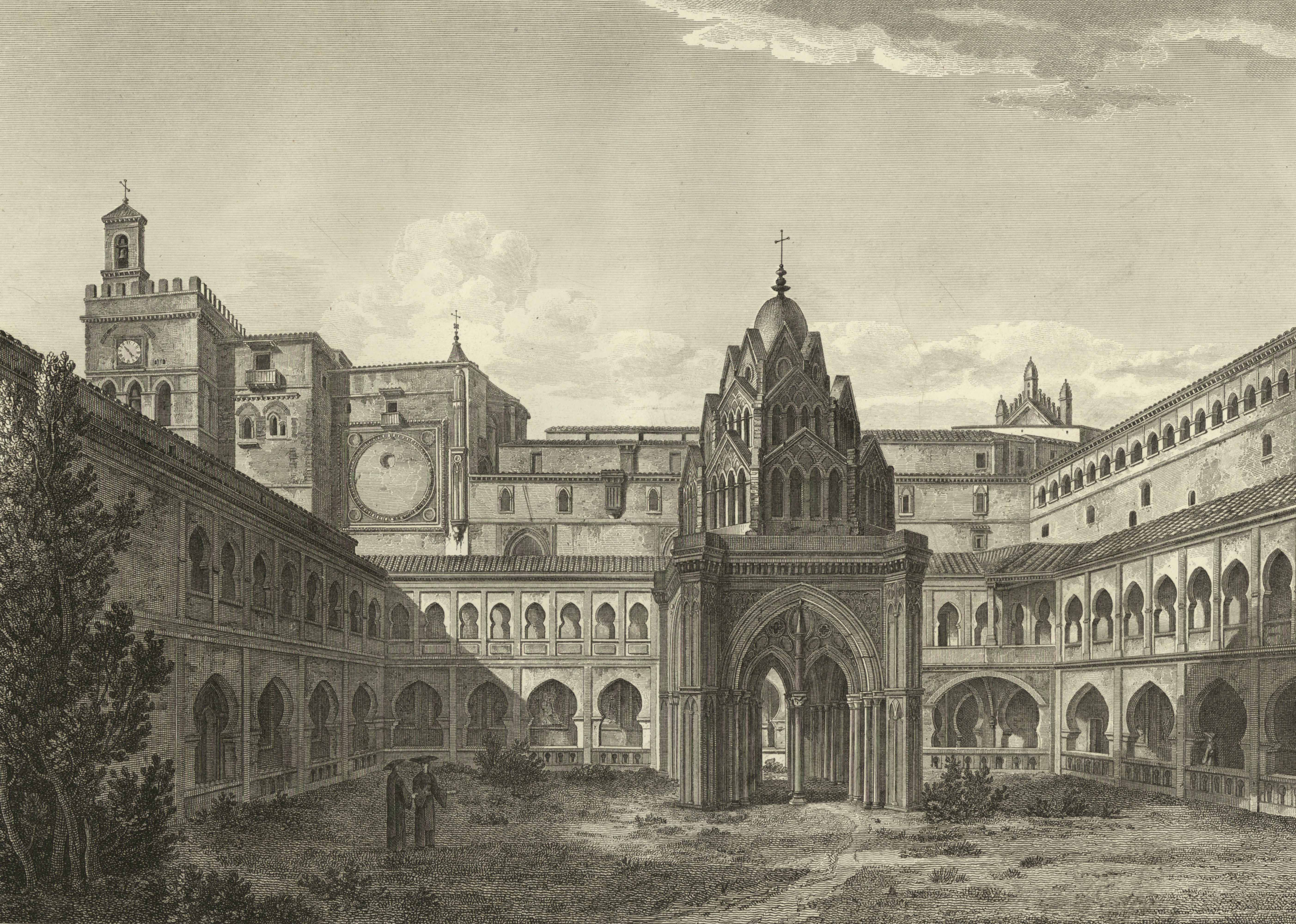
El claustro mudéjar en un grabado del (Voyage pittoresque et historique de l'Espagne, 1811)

El claustro fue edificado entre los siglos xiv y xv en estilo gótico-mudéjar. Es de planta rectangular, tiene dos pisos y una superficie de 1680 metros cuadrados. El de la planta baja se define por arcos islámicos apuntados unidos en la parte inferior por un pequeño muro construido a base de arcos seriados, también apuntados. La galería de la primera planta tiene arcos de influencia islámica de herradura que apoyan en pilares unidos por un pretil corrido. (García (1993), p. 62)
En el centro se levanta un templete, el elemento más característico del claustro.Edificado en 1405, es de planta cuadrada, con cuatro arcos góticos en cada fachada que a su vez se subdividen en otros dos arcos apuntados de menor altura. Lo rematan tres pisos de planta octogonal con frontones apuntados que decrecen hasta rematar con una pirámide. Dominan los motivos ornamentales mudéjares que, como es habitual en este estilo, se resaltan con piezas de cerámica en las que predomina el verde.
En el ángulo noroeste se encuentra el lavatorio; es decir, la fuente que servía a los monjes para el lavado antes de entrar al comedor, que se encontraba próximo. Está decorado con azulejos vidriados de estilo islámico. La fuente es copia de que la se encuentra en el baptisterio.
De los muros interiores del claustro cuelgan treinta grandes lienzos que representan milagros atribuidos a la Virgen de Guadalupe, de ahí que también se denomine “Claustro de los Milagros”. En su mayor parte pertenecen al monje del monasterio fray Juan de Santa María que los pintó en torno a 1620. Son de un barroco tosco por la composición, dibujo y color. En ellos predomina el adoctrinamiento sobre el arte. ( G. 17)

### Museos
Se encuentran en dependencia unidas al claustro. Su visita se ha de realizar guiada, lo que dificulta la observación sosegada.

#### Museo de libros miniados
Muestra una colección de libros manuscritos (códices) elaborados en su mayor parte en los talleres de pergamino, escribanía. iluminación y encuadernación activos en el monasterio desde el siglo xiv hasta el xix. El monasterio conserva 107 códices, de los que se expone una buena parte en este museo.
Predominan los libros del coro (cantorales), de gran tamaño, que se colocaban en el facistol para que los monjes pudieran leer simultáneamente la notación musical en el coro desde sus puestos. Se muestran 86 ejemplares que lucen miniaturas, letras capitulares y orlas decorativas realizadas en diversos colores y resaltadas en oro. Por sus grandes dimensiones y peso, algunos tienen en su parte inferior ruedecillas para facilitar el traslado.
Entre los códices de menor tamaño destaca el “Libro de Horas del Prior”. Tiene doscientos folios de vitela y mide 26 por 18 centímetros. Se elaboró a comienzos del siglo xvi por artistas pertenecientes en su mayor parte al estilo flamenco, aunque también se distinguen rasgos del renacimiento italiano.

#### Museo de bordados
Ocupa el antiguo refectorio de la comunidad. Construido en el siglo xiv, recoge la vestimenta empleada en los oficios litúrgicos (casullas, dalmáticas, capas pluviales, etc.), accesorios litúrgicos (estolas, cubrecálices.) frontales de altar, atrileras (telas para cubrir el atril), mangas de cruces procesionales, etcétera. Los bordados se realizaron sobre paños ricos, como el brocado (el más lujoso y utilizado), terciopelo, raso y telas moriscas.
La pieza más antigua se remonta al siglo xv y las más recientes llegan al xix. En su mayor parte proceden del taller del monasterio, activo desde el siglo xv al xix, en el que trabajaron monjes y laicos en las funciones de sastres y bordadores. Además, se muestran piezas de prestigiosos talleres de Sevilla, Valencia y Toledo.
Entre las de mayor calidad destaca el llamado “Frontal Rico”, bordado por fray Diego de Toledo en el siglo xv y enriquecido con pedrería en el XVII.

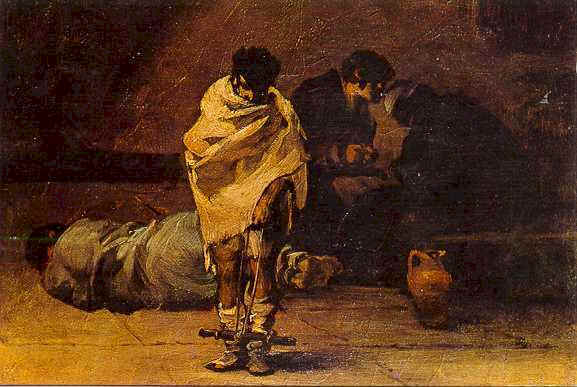
Museo de pintura: Goya, Confesiones en la cárcel (1802)

#### Museo de pintura y escultura
Se encuentra en la sala que fue la ropería de la comunidad, construida en el siglo xv. Conserva un artesonado mudéjar.
Reúne una selecta colección de pintura, desde el gótico hasta el siglo xix. Destacan un crucifijo de influencia italiana (Siglo XIV); un bautismo de Jesús atribuido a Juan de Flandes (finales del xv); tres espléndidos lienzos de El Greco (finales del xvi), con los temas de la Coronación de María, San Pedro y San Andrés; ocho bocetos de monjes del taller de Zurbarán preparados para el retablo de san Jerónimo de la sacristía (mediados del XVII); y una expresiva tabla al óleo, de pequeño formato, perteneciente Goya.
Entre las esculturas destacan un Cristo yacente en madera policromada de Egas Cueman (siglo xv); un Crucifijo de marfil de extraordinarias dimensiones de estilo renacentista (siglo xvi); un busto del “Ecce Homo”, barroco, en madera policromada, atribuido a Pedro de Mena (siglo xvii); y un Nacimiento de estilo napolitano (siglo xviii).
En otro orden destaca el Libro de los caños del agua deste monasterio de Guadalupe, códice datado entre 1507 y 1542, con una encuadernación de imitación gótica con tapas de madera restaurada en 2014.

### Claustro gótico

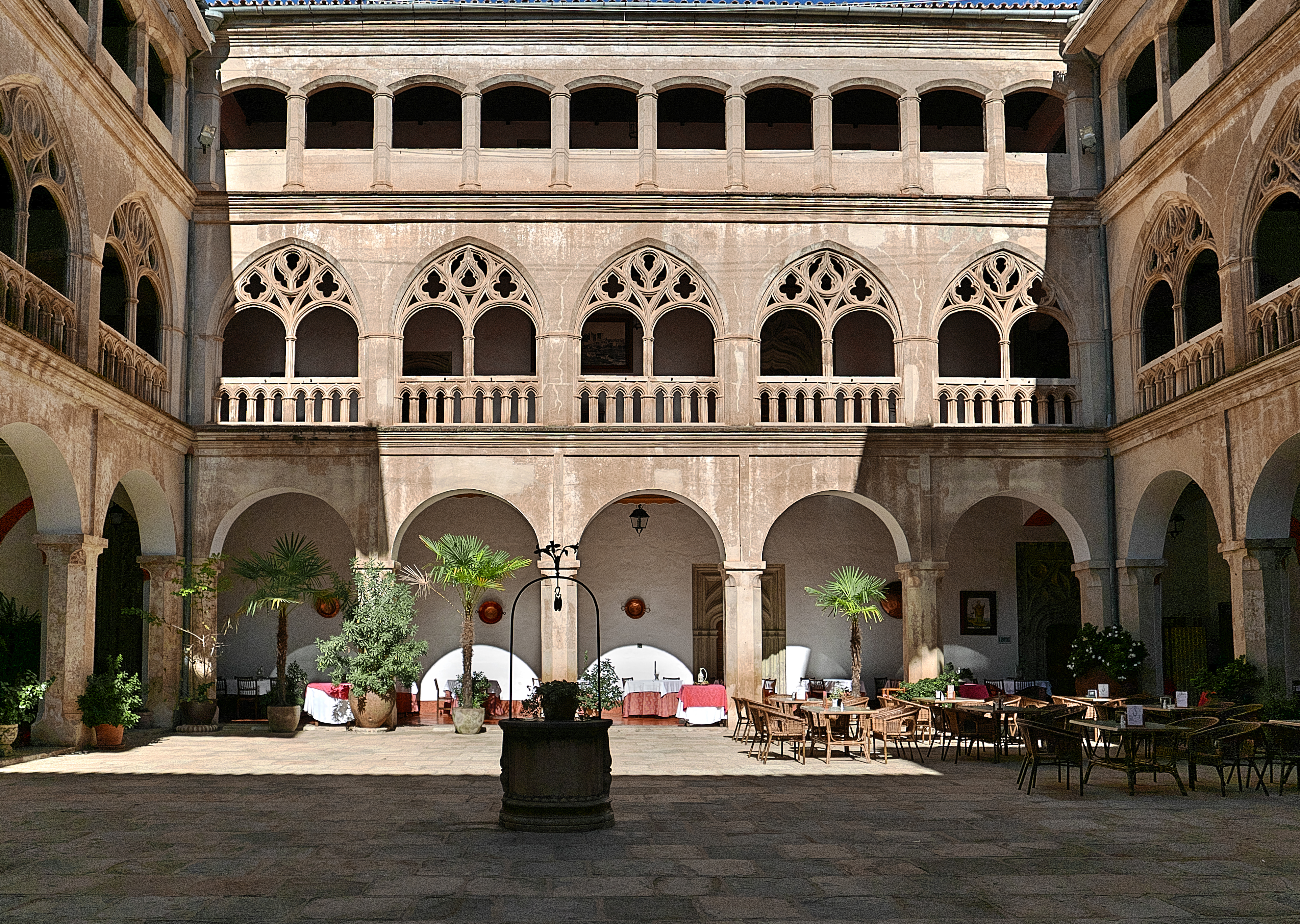
Claustro gótico

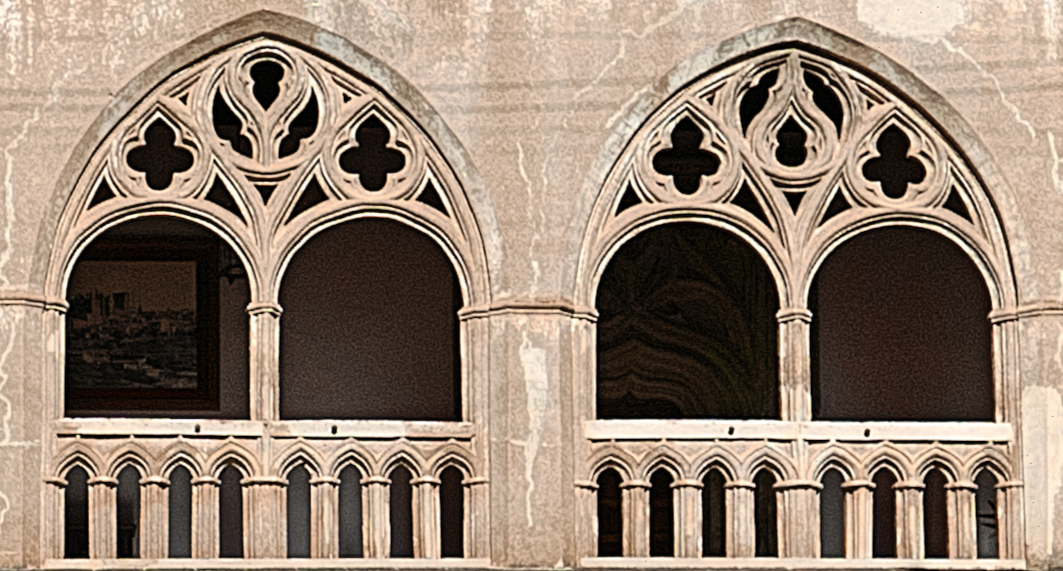
Uno de los patrones de tracería gótica en el claustro.

Se encuentra en las edificaciones situadas al oeste del monasterio; sus dependencias se emplearon principalmente como hospital y farmacia y, por este motivo, también  se llamó “claustro de la botica”. El monasterio contó con cuatro hospitales: de san Juan Bautista, de mujeres, del obispo y de niños expósitos. En la actualidad el claustro forma parte de la hospedería del monasterio, que cuenta con 47 habitaciones.
El claustro es de planta cuadrada, tiene 840 metros cuadrados de superficie y se construyó, entre 1519 y 1533, a partir de los proyectos de Antón Egas y Alonso de Covarrubias; pertenece por tanto al Renacimiento, aunque mantiene elementos góticos. Tiene tres plantas. La planta baja se configura con arcos de medio punto que descansan en pilares octogonales y quedan enmarcados en alfices, mostrando así un carácter mudéjar. La primera planta pertenece al gótico tardío, con arcos apuntados que se superponen en su apertura a los de la planta inferior y que, a su vez, se subdividen en otros dos arcos con tracerías góticas. La tercera y última planta es de estilo renacentista: presenta arcos rebajados cuya apertura es la mitad de los arcos de las  plantas inferiores. 
Entre las dependencias de la hospedería destaca el amplio comedor, construido en 1994 según proyecto de Rafael Moneo. En la fachada exterior, cerca de la entrada a la hospedería, se conservan ventanales mudéjares elaborados con ladrillos.

## Estudios médicos
Guadalupe contó con célebres hospitales. Existió un centro docente y fue el primer sitio de España en que se practicaron autopsias. A Guadalupe acudieron a estudiar aspirantes a cirujanos, y lo preferían a otros centros porque, además de la práctica ordinaria, que era copiosa por existir siempre enfermos y heridos que reclamaban la intervención del cirujano, se realizaban numerosas disecciones y vivisecciones, utilizando para estas lechones y perros. Además de esto, les daba conferencias semanales el médico principal, que unas veces era el mismo cirujano mayor y otras no.
No obstante, la importancia de los hospitales de Guadalupe no radicaba solamente en lo bien dotados que estuviesen de instrumental, medios de cura, médicos, cirujanos, personal auxiliar, etc., y que en ellos hubiese establecida una escuela de cirugía. La importancia mayor se la daba el ser destinados a «tomar experiencia» los médicos y cirujanos, a «pasar la facultad» los graduados. En términos modernos, se ha hablado de Guadalupe como un «centro de ampliación de estudios» médicos.

## El monasterio como panteón funerario
Varios miembros de la realeza se encuentran sepultados en las instalaciones del monasterio:

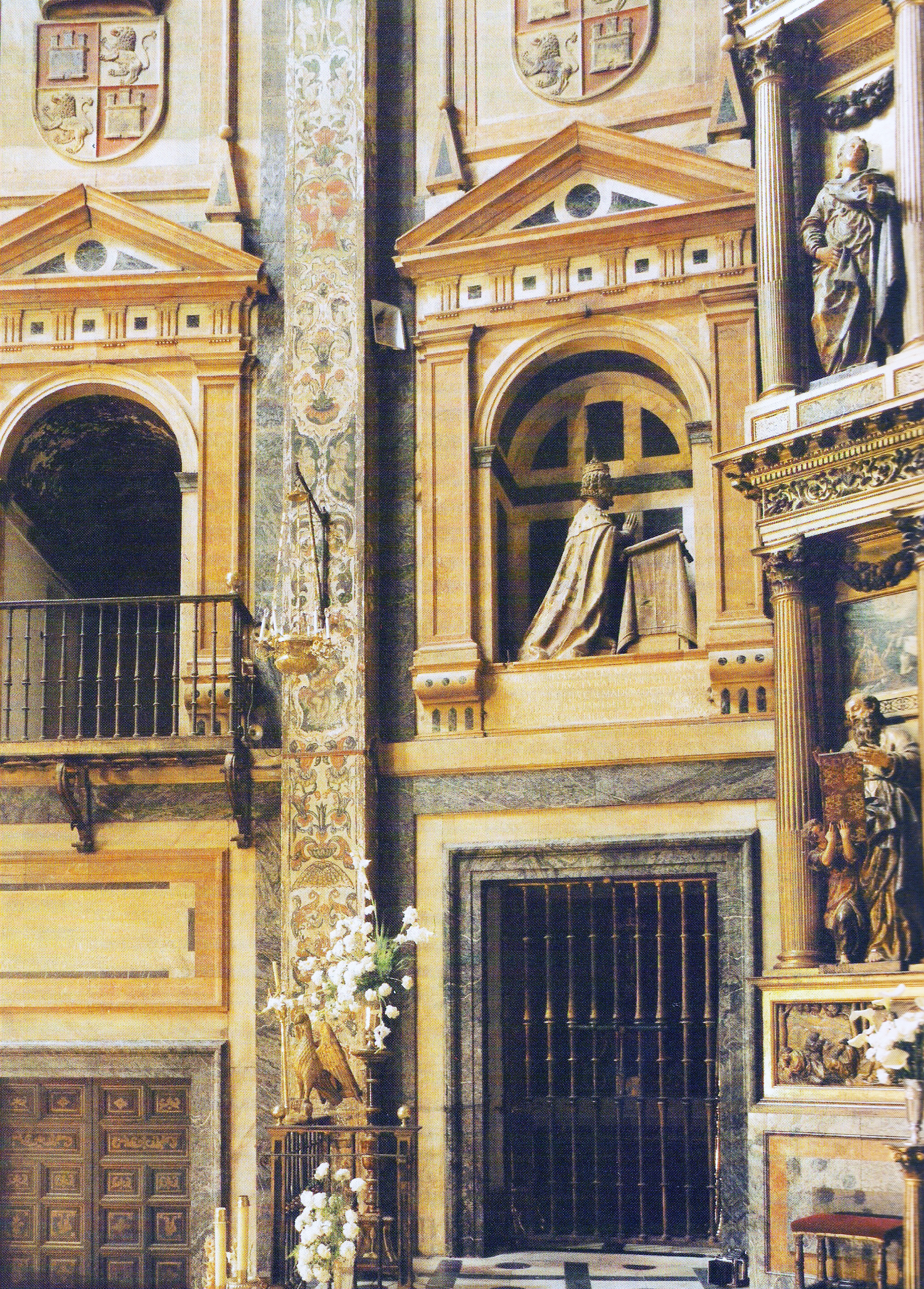
Sepulcro de Enrique IV de Castilla.

- Enrique IV de Castilla (1425-1474), rey de Castilla. Hijo de Juan II de Castilla y de María de Aragón.
- María de Aragón (1403-1445), primera esposa de Juan II de Castilla y madre de Enrique IV
- Dionisio de Portugal (1354-1397), hijo de Pedro I de Portugal y de Inés de Castro, en la Real Capilla de Santa Catalina.
- Juana Enríquez de Castilla, hija natural de Enrique II de Castilla y de Juana de Cifuentes, además de ser la esposa del anterior, junto al que se encuentra sepultada en la Real Capilla de Santa Catalina.

## Galería de imágenes

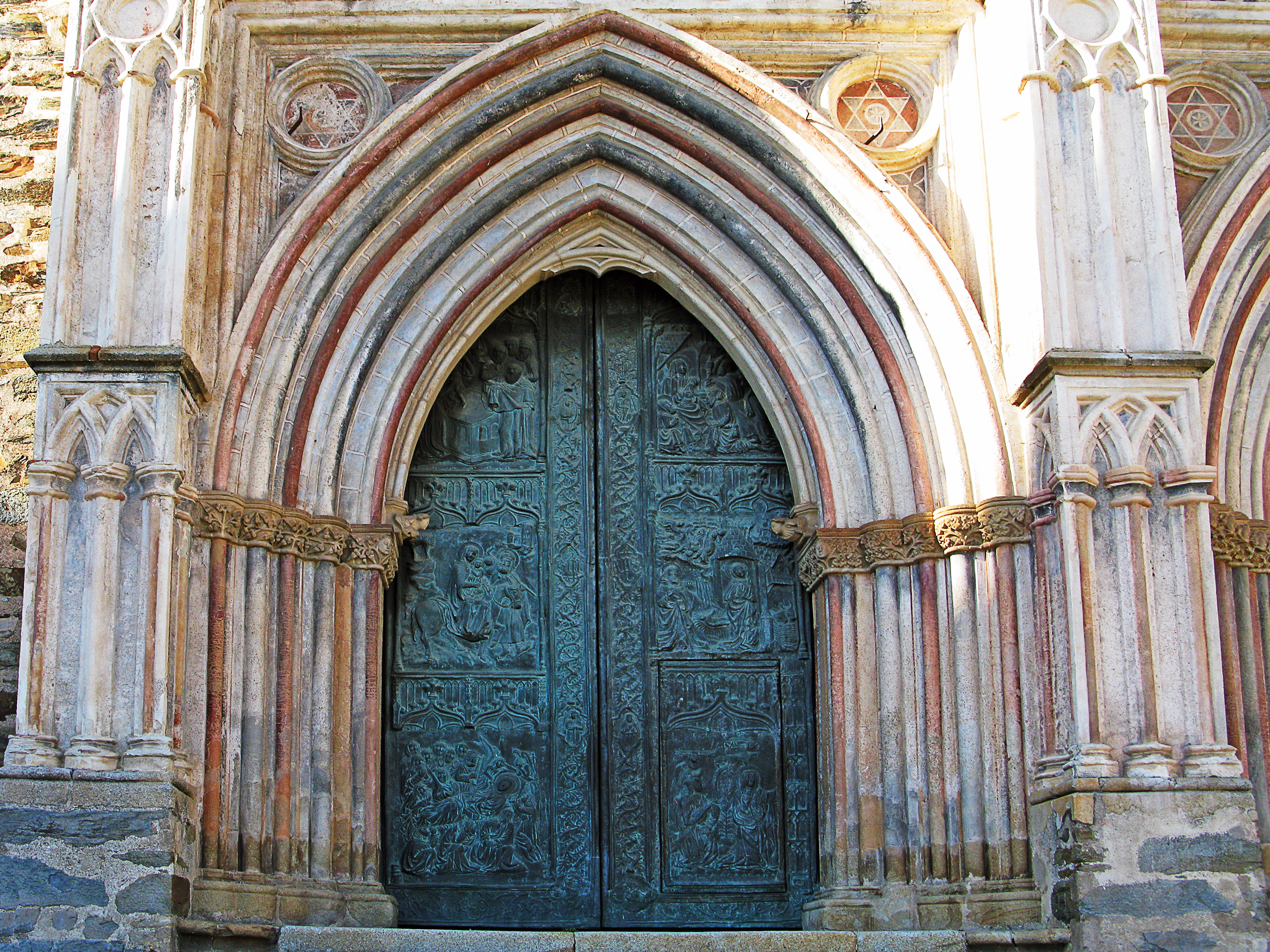
Portada, puerta izquierda. Bronce repujado (S. XIV)
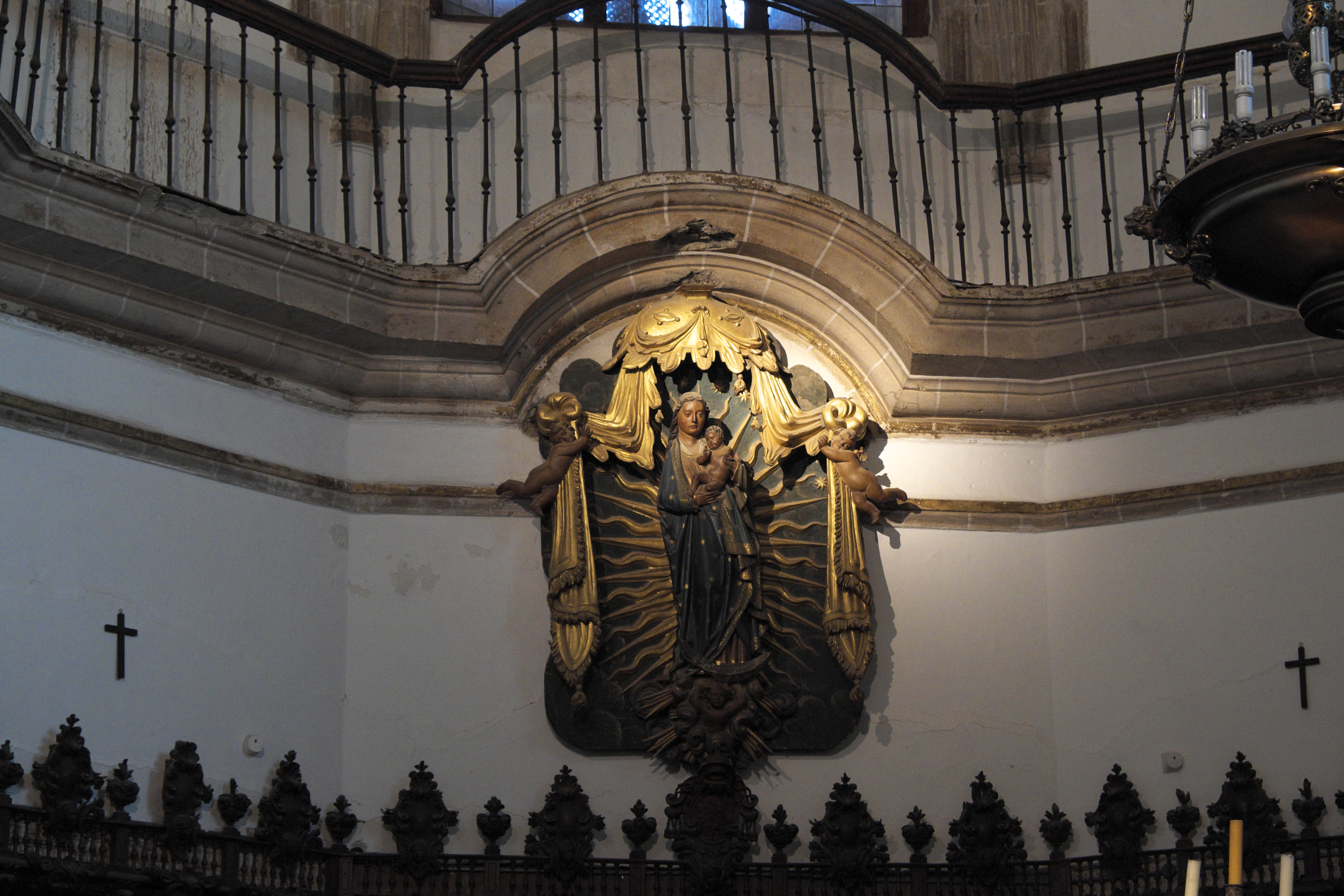
Virgen del Coro (S. XV)
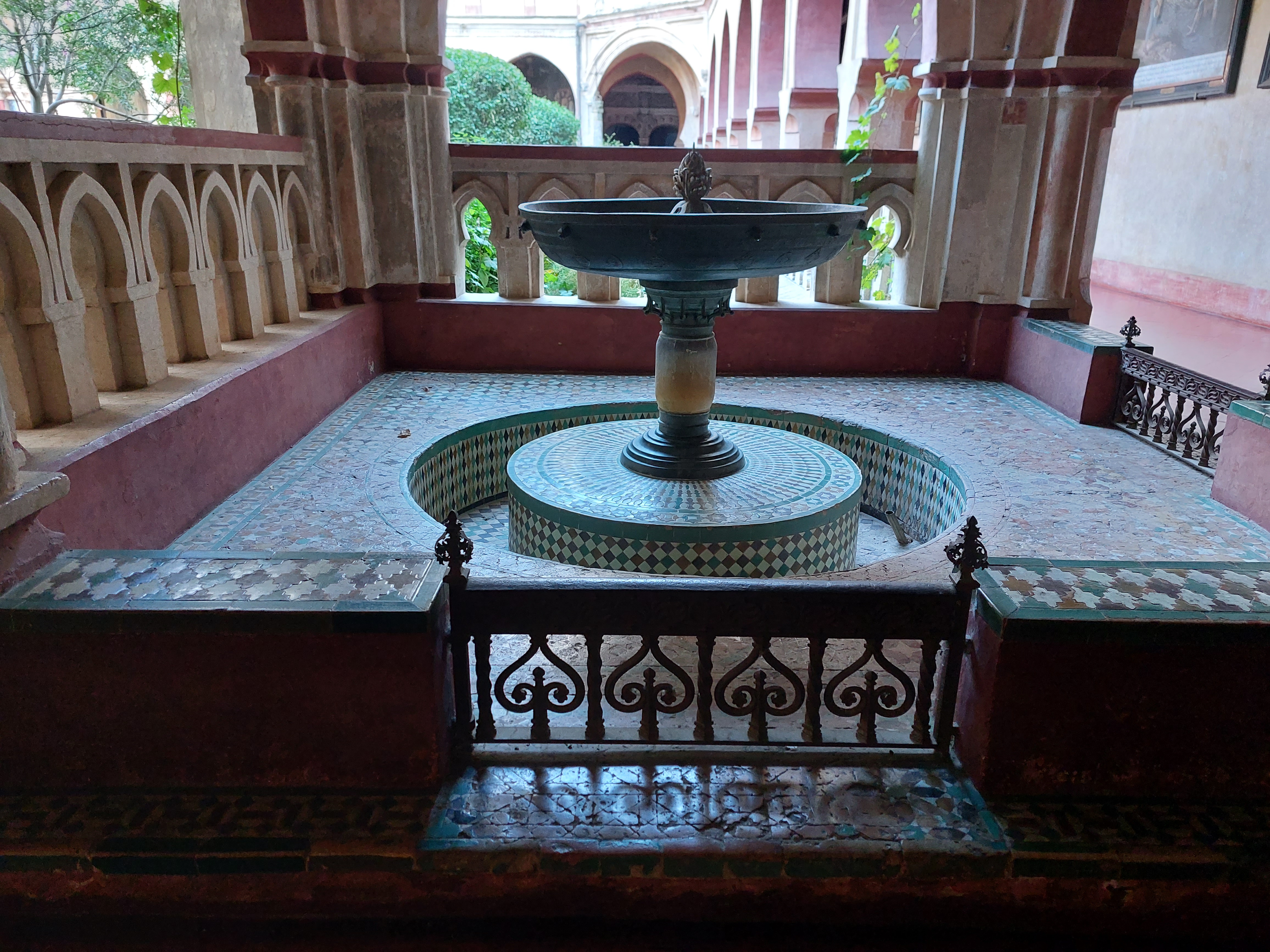
Lavatorio del claustro mudéjar
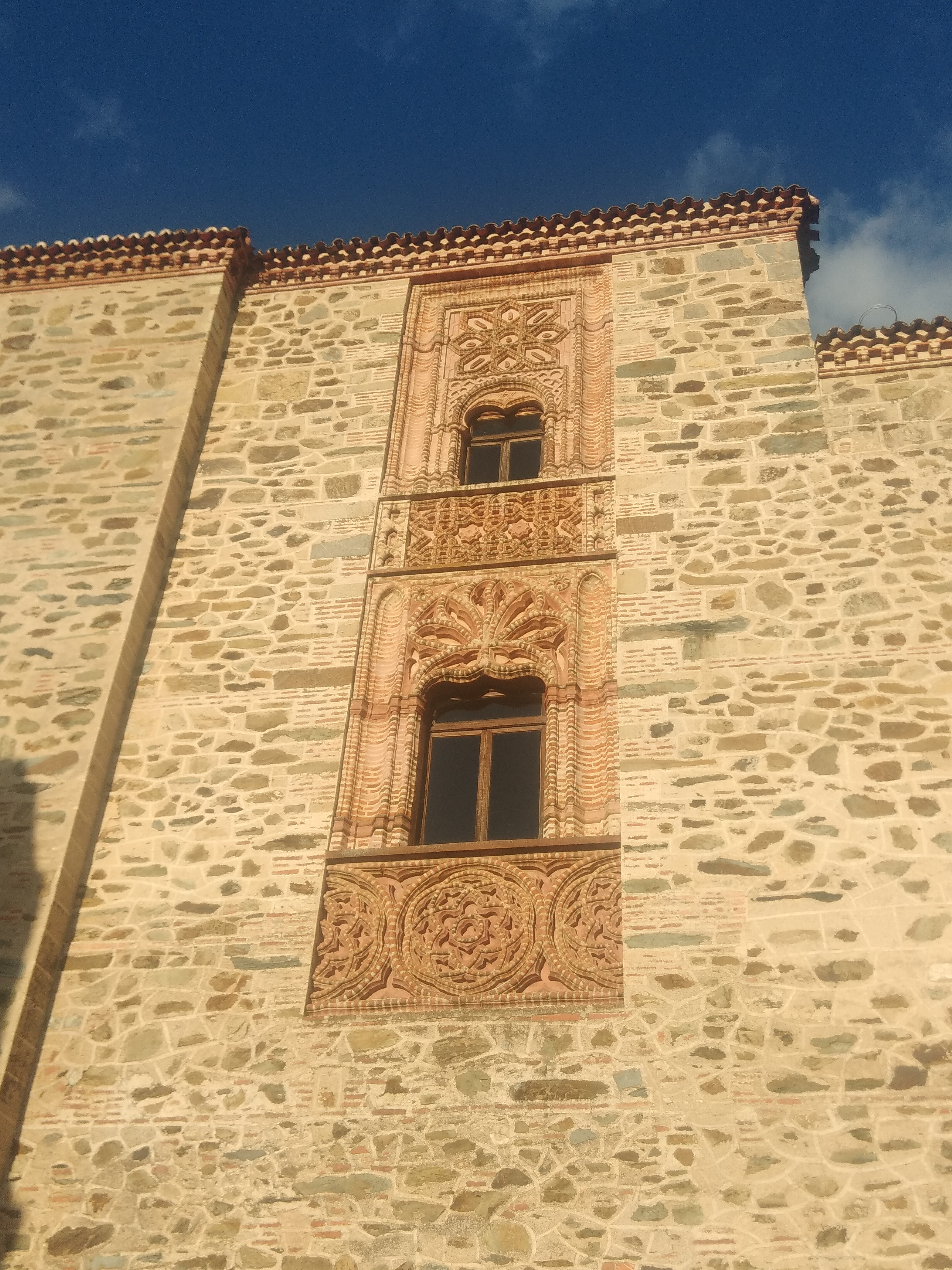
Ventanas mudéjares de la Hospedería
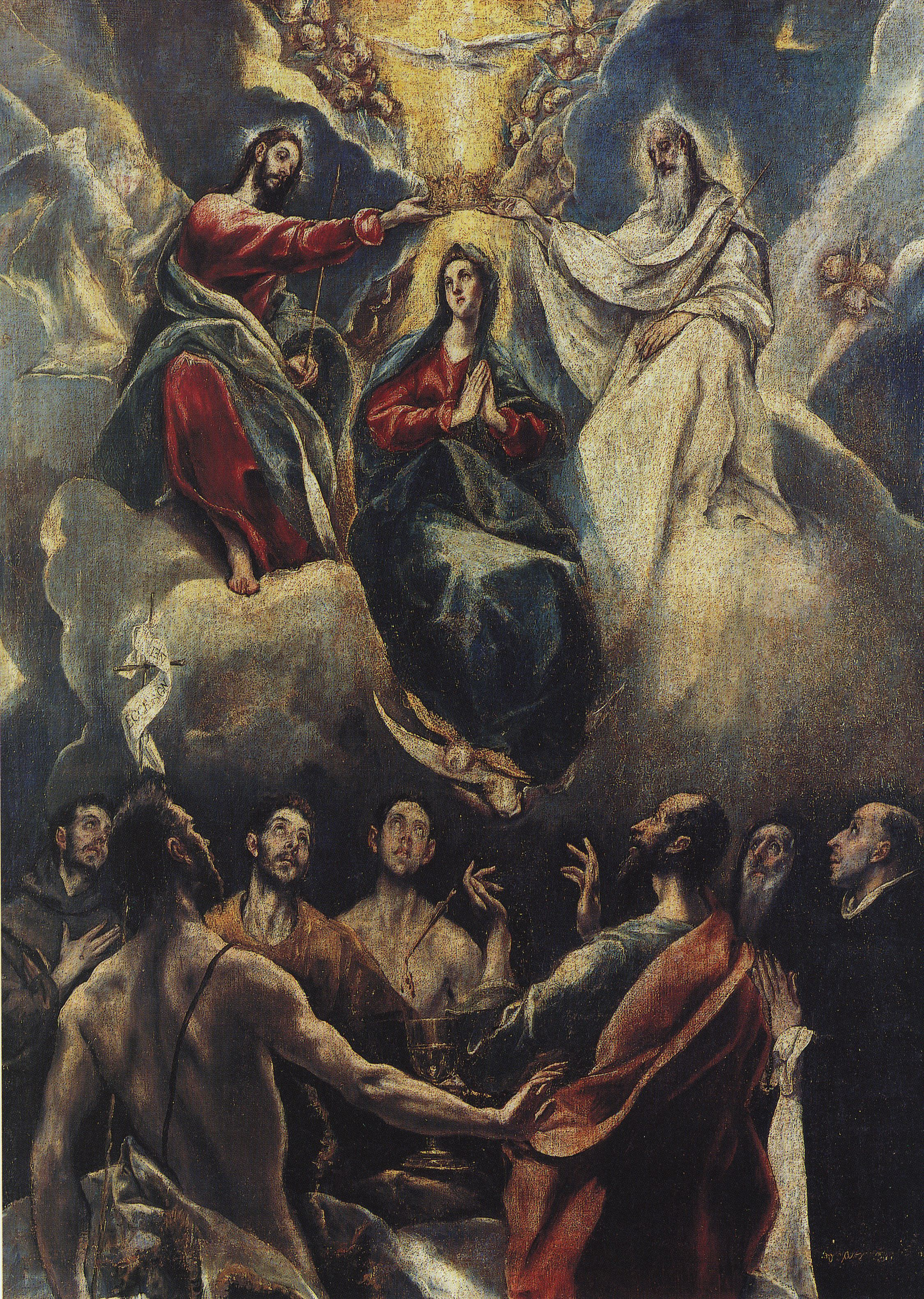
Museo de Pintura: El Greco, La coronación de la Virgen (1591)